# L'Estive
 (août 2018).
L'Estive est un centre culturel devenu scène nationale à Foix dans le département de l'Ariège.

## Historique
Construit en 1980 sous le mandat de Olivier Carol, maire de Foix, avec des financements municipaux, le centre culturel, première génération de cet équipement, est une réalisation de l’architecte Jean Bordes et du scénographe Claude Perset. La salle à une capacité de 600 places.
Le premier directeur, Bruno Vair-Piova, conduit le projet socioculturel et met en place une programmation de spectacles et de cinéma (1981-1985). Sous la direction de Jean-Pierre Walter de 1986 à 1995, le centre culturel entre dans le réseau des « établissements de développement culturel ». L’Association pour le développement et l’action culturels de Foix et de l’Ariège (ADACFA) voit le jour le 11 janvier 1986, et intègre le réseau « scène nationale » en 1992.
La direction est ensuite assurée par Nicole Seurat de 1996 à 2002, puis par Michel Pintenet de mars 2003 à novembre 2018, qui donne à la structure son nouveau nom « L’Estive – Scène nationale de Foix et de l’Ariège ».
Carole Albanese prend la direction de cette scène nationale en mars 2019.

## Programmes
L'Estive propose une quarantaine de spectacles par an, en une centaine de représentation au théâtre à Foix, et pour un tiers de sa programmation dans les vallées d’Ariège : L'Estive dans les vallées.
L’Estive est présente dans les quartiers des principales agglomérations de l’Ariège avec « Ce soir, je sors mes parents ». Cette opération démarre, en 2011, par trois jours de spectacles et d’actions au Courbet à Foix.
Avec « Tous au Théâtre », l’Estive partage, avec les habitants de l’Ariège, un théâtre plus présent, pris en charge par toutes et tous, en ville et en campagne, où le public monte aussi sur scène. Elle propose également un abonnement annuel.
L’Estive a notamment accueilli ces dernières années :
| Catégorie | Artistes/Comédiens |
| --------- | --- |
| Théâtre   | François Tanguy, Joël Pommerat, François Cervantès, Gildas Milin, Pierre Meunier, Isabelle Lafon, Jacques Vincey, Gisèle Vienne, Philippe Sireuil, Turak, Serge Valletti, Jacques Allaire, Hans Peter Cloos, Jean-Pierre Larroche et Thierry Roisin, Jean-Claude Gal, Dan Jemmet, Anne-Laure Liégeois, Sylvain Maurice, Robert Cantarella, Jacques Bonnaffé, Andréa Novicov, Massimo Schuster, Etienne Pommeret, Laurent Rogero, Philippe Adrien, la compagnie Marius, Ester Nadal, François Rancillac, Laurent Pelly, Ilka Schonbein, le Théâtre de l’Hyménée, Dag Jeanneret, Christian Rist, le Groupe Merci, Guillaume Delaveau, Petit Bois compagnie, Didier Carette, Sylvain Creuzevault, Anne-Cécile Vandalem, Amine Adjina, Dorian Rossel, Jean-Pierre Baro, Nasser Djemaï, Bruno Geslin, David Geselson, Alex Lutz... |
| Danse     | Raimund Hoghe, Maguy Marin, Carlotta Ikeda, Andréa Sitter, Jan Fabre, Nathalie Pernette, Heddy Maalem, Hamid Ben Mahi, Andrés Marin, la compagnie Castafiore, la Zampa, Nieke Swennen, Hooman Sharifi, Wen Hui, la compagnie Mossoux Bonté, Jean-Claude Gallotta, Claire Duran Drouhin, Thierry Thieu Niang, Michel Schweizer, Georges Momboye, Merzouki – Kafig – Hervieu – Diephus, Philippe Combes, La Zampa, Gaëlle Bourges, James Carlès, Heddy Maalem, Sidi Larbi Cherkaoui, Andrew Skeels, Nacera Belaza, Hillel Kogan, Adi Boutros... |
| Cirque    | Trottola, Petit théâtre Baraque, la compagnie 111, Gilles Cailleau et la compagnie Attention Fragile, Vincent De Lavenère, le collectif Petit Travers, la compagnie XY, la compagnie Laïka, Jérôme Thomas, Philippe Ménard, Angéla Laurier, le Boustrophédon, Raphaëlle Boitel, Cie Baro d'Evel... |
| Musique   | Yael Naïm, Philippe Forcioli, Paolo Fresu – Ralph Towner, Sophia Domancich, Ghalia Benali, Claire Désert – Emmanuel Strosser, Roberto Sironi, Gérard Lesne, le Trio Zéphyr, Popa Chubby, le Trio Wanderer, Féfé, Fémi Kuti, Casey, Rocé, le Quatuor Béla, Ravi Prasad, Thierry Robin, Hélène Schmitt, Les Éléments, Nik Bärtsch, Jacky Molard, Emily Loizeau, Brigitte Fontaine, Gabriel Yacoub, Michèle Bernard, Téofilo Chantre, Jean-Philippe Collard, Abdel Rahman El Bacha, l’Orchestre du Capitole, Rodolphe Burger, Moussu T, Magma, John Greaves, Antonio Kiko Ruiz, Eric Fraj, Gérard Pierron, Mahama Konaté, Eric Lareine, la compagnie des Musiques à Ouïr, Loic Lantoine, Jean-François Heisser, l’Orchestre National de Barcelone, l’Orchestre de chambre de Novossibirsk, André Minvielle, Bernard Combi, l’ensemble Zellig, Juan Carlos Cáceres, Souad Massi, Bertrand Belin, Claudi Martí, Jean-François Tisner, Radio Tarifa, Arthur H, Dick Annegarn, John Surman – Jean-Paul Céléa – Daniel Humair, Nicolas Jules, Laure Favre-Kahn, Zsuzsanna Varkonyi, Youval Micenmacher, Elena Frolova, Moreno, Lluís Llach, Jean-Marc Padovani, Serge Utgé-Royo, Raúl Barboza, Philippe Jaroussky, Marcel Azzola, Klezmer Nova, Kora Jazz Trio, Jane Birkin, David Krakauer, Romano Drom, Lo Còr de la Plana, Carles Andreu, Paco El Lobo, César Stroscio, Bonga, Mikhail Rudy, Trilok Gurtu, Alain Bashung, Loïc Lantoine, JeHaN, Lionel Suarez, Nilda Fernandez, Dhasser Youssef, François Hadji-Lazaro, Gisela Joao, Stephan Eicher, Roberto Fonseca, Les Ogres de Barback, Hélène Schmitt, Jean-Paul Raffit... |
| Opéra     | « My way to hell » ARCAL, « Sumidagawa, la rivière Sumida » Michel Rostain, « le Pauvre Matelot » ARCAL |

La Scène nationale de Foix et de l’Ariège s’investit dans de multiples actions dans les écoles, les collèges, les lycées, et le secteur universitaire de l’Ariège.

## Cinéma
L'Estive, c'est aussi deux salles de cinéma d'art et d'essai. L'une est située dans ses locaux de Foix ; sur grand écran sont proposés des rendez-vous ponctuels : cinéma d’auteur, premiers films, cinémas du monde, films jeune public, courts-métrages… La seconde se décline dans les villages ariégeois du circuit itinérant Ariège Images.

## L'Europe
L’Estive est lauréate avec huit autres partenaires français et espagnols du programme POCTEFA (Programme Interreg V-A Espagne-France-Andorre) pour la réalisation de Pyrénart, projet qui a pour ambition de renforcer à l’international la filière du spectacle vivant de l’espace transfrontalier pyrénéen.
Le projet est cofinancé à hauteur de 65 % par le Fonds européen de développement régional (FEDER) dans le cadre de POCTEFA 2014-2020 dont l’objectif est de renforcer l’intégration économique et sociale de l’espace transfrontalier Espagne-France-Andorre.
Neuf établissements culturels de part et d’autre des Pyrénées se sont associés pour concevoir Pyrénart : Réseau en scène (chef de file), Le Parvis scène nationale Tarbes Pyrénées, CIRCa – Pôle National Cirque Auch Gers Occitanie, L’Estive – Scène nationale de Foix et de l’Ariège, l’OARA Nouvelle-Aquitaine, BitÒ Productions S.L., el Patronato municipal de artes escénicas y de la imagen de Zaragoza, la Escuela navarra de teatro la Ville de Bilbao.

## Les Pierres de Gué
L’Estive a lancé en 2017 la réflexion et la dynamique du projet trans-départemental : « Scènes d’Aude et d’Ariège - Les Pierres de Gué » dont la première saison s'est déroulée en 2017/2018.
Aux côtés de l’Estive, des acteurs culturels structurants de l’Aude et de l’Ariège, parmi lesquels, MiMa (Festival des arts de la marionnette de Mirepoix), l’ATP de l’Aude (Association de théâtre populaire), Arts Vivants 11 (Agence départementale du spectacle vivant), La Claranda (Café culturel) travaillent à proposer le contenu des saisons culturelles « auriègeoises ».